# Jugosapaden

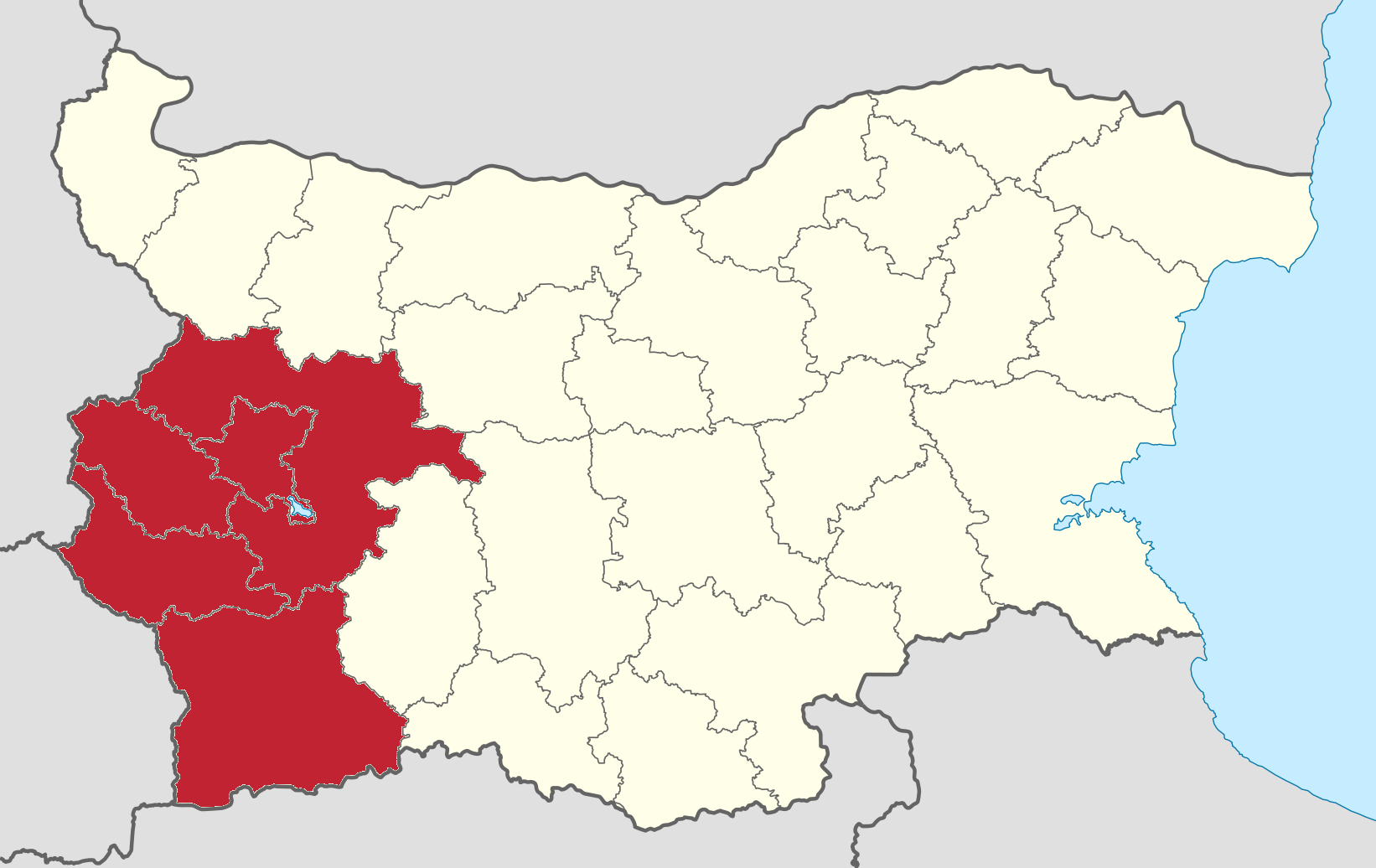
Lage in Bulgarien

Jugosapaden (bulgarisch Югозападен, Deutsch: Südwesten) ist eine der sechs Planungsregionen in Bulgarien auf der Ebene NUTS 2. Wie andere Planungsregionen hat sie keine Verwaltungsbefugnisse. Ihre Hauptaufgabe ist die Koordinierung regionaler Entwicklungsprojekte und die Verwaltung von EU-Mitteln. Das Planungszentrum der Region liegt in der Stadt Sofia.

## Geografie
Die Region besteht aus folgenden fünf Oblasten:
- Oblast Blagoewgrad
- Oblast Sofia-Stadt
- Oblast Sofia
- Oblast Pernik
- Oblast Kjustendil

## Demografie
Die Einwohnerzahl lag im Jahr 2020 bei 2.094.260 Personen auf 20.306,4 km².

## Wirtschaft
Im Jahr 2018 lag das regionale Bruttoinlandsprodukt je Einwohner, ausgedrückt in Kaufkraftstandards, bei 83 % des Durchschnitts der EU-27. Die Region ist die reichste Bulgariens. Die Wirtschaftssektoren der Hauptstadtregion sind breit gefächert und umfassen Dienstleistungen und Industrie. Yugozapaden erwirtschaftet etwa die Hälfte des nationalen Bruttoinlandsprodukts.